# Doxocopa farge
Doxocopa farge är en fjärilsart som beskrevs av Hans Fruhstorfer 1907. Doxocopa farge ingår i släktet Doxocopa och familjen praktfjärilar. Inga underarter finns listade i Catalogue of Life.